# Де Крёйфф, Андре
Андрис Йоханнес (Андре) де Крёйфф (нидерл. Andries Johannes "André" de Kruijff; 9 апреля 1895, Амстердам — 29 ноября 1964, Амстелвен, Северная Голландия) — нидерландский футболист, игравший на позиции полузащитника, выступал за амстердамский клуб «Аякс».
В составе национальной сборной Нидерландов провёл один матч в марте 1921 года.

## Биография
Родился в апреле 1895 года в Амстердаме. Отец — Дирк Виллем де Крёйфф, мать — Франциска Хенриэтта Мария Борголс. Оба родителя были родом из Амстердама, они поженились в сентябре 1892 года — на момент женитьбы отец работал обойщиком, а мать была швеёй. В их семье была ещё дочь Гейша Мария, которая в 1917 году вышла замуж за футболиста Яна Гротмейера. Отец де Крёйффа в 1904 году основал компанию «Linoleum Krommenie» по производству линолеума.

### Спортивная карьера
В сентябре 1909 года стал членом футбольного клуба «Аякс». На тот момент он жил в центральной части города на улице Керкстрат. В сентябре 1914 он дебютировал за основной состав, сыграв в товарищеском матче против клуба ВОК, который завершился поражением его команды со счётом 1:5.
Через два года Андре сыграл в нескольких кубковых матчей, а в конце декабря 1917 года провёл первый матч во втором классе Нидерландов. В клубе Андре выступал на позиции полузащитника — за семь лет он провёл 94 матча и забил 3 гола в Первом классе Нидерландов. Будучи игроком «Аякса» де Крёйфф получил вызов в национальную сборную Нидерландов. Его дебют состоялся 26 марта 1921 года в товарищеском матче против Швейцарии, завершившемся победой нидерландцев со счётом 2:0.
Свою последнюю игру в составе «красно-белых» провёл 19 декабря 1926 года против «Эксельсиора».

### Личная жизнь
Женился в возрасте тридцати четырёх лет — его супругой стала 22-летняя Йоханна Гертрёйда Смит, уроженка Амстердама. Их брак был зарегистрирован 16 мая 1929 года в Амстердаме. Супруга была дочерью Мартена Смита, который на тот момент был вице-президентом «Аякса», а её братья Йоп и Вим тоже были футболистами «Аякса».
В октябре 1934 года у них родилась дочь Аннеке, а в июле 1937 года сын по имени Роберт Дирк.
Умер 29 ноября 1964 года в Амстелвене возрасте 69 лет. Похоронен 2 декабря на территории кладбища Зоргвлид в Амстердаме.

## Статистика

### Клубная статистика по сезонам
| Клуб             | Сезон            | Чемпионат Нидерландов | Чемпионат Нидерландов | Кубок Нидерландов | Кубок Нидерландов | Итого | Итого |
| Клуб             | Сезон            | Игры                  | Голы                  | Игры              | Голы              | Игры  | Голы  |
| ---------------- | ---------------- | --------------------- | --------------------- | ----------------- | ----------------- | ----- | ----- |
| Аякс             | 1916/17          | 1                     | 0                     | 2                 | 1                 | 3     | 1     |
| Аякс             | 1917/18          | 3                     | 0                     | ?                 | ?                 | 3     | 0     |
| Аякс             | 1919/20          | 14                    | 0                     |                   |                   | 14    | 0     |
| Аякс             | 1920/21          | 22                    | 1                     | 0                 | 0                 | 22    | 1     |
| Аякс             | 1921/22          | 15                    | 0                     |                   |                   | 15    | 0     |
| Аякс             | 1922/23          | 17                    | 1                     |                   |                   | 17    | 1     |
| Аякс             | 1923/24          | 4                     | 0                     |                   |                   | 4     | 0     |
| Аякс             | 1924/25          | 17                    | 1                     | 0                 | 0                 | 17    | 1     |
| Аякс             | 1926/27          | 2                     | 0                     | 0                 | 0                 | 2     | 0     |
| Всего за карьеру | Всего за карьеру | 95                    | 3                     | 2                 | 1                 | 97    | 4     |

### Матчи де Крёйффа за сборную Нидерландов
| Матчи де Крёйффа за сборную Нидерландов | Матчи де Крёйффа за сборную Нидерландов | Матчи де Крёйффа за сборную Нидерландов | Матчи де Крёйффа за сборную Нидерландов | Матчи де Крёйффа за сборную Нидерландов | Матчи де Крёйффа за сборную Нидерландов |
| --------------------------------------- | --------------------------------------- | --------------------------------------- | --------------------------------------- | --------------------------------------- | --------------------------------------- |
| №                                       | Дата                                    | Соперник                                | Счёт                                    | Голы де Крёйффа                         | Соревнование                            |
| 1                                       | 28 марта 1921                           | Швейцария                               | 2:0                                     | —                                       | Товарищеский матч                       |

Итого: 1 матч / 0 голов; 1 победа, 0 ничьих, 0 поражений.